# Code voor het veilig vervoer van goederen en personen door platformbevoorradingsschepen
De Code voor het veilig vervoer van goederen en personen door platformbevoorradingsschepen (Code of Safe Practice for the Carriage of Cargoes and Persons by Offshore Supply Vessels of Offshore Supply Vessels Code, OSV-code) is de standaard op het gebied van vervoer door platformbevoorradingsschepen. Met resolutie A.863(20) werd op 27 december 1997 de code aangenomen. Naast de code zijn er ook richtlijnen voor platformbevoorradingsschepen.